# 日安城堡

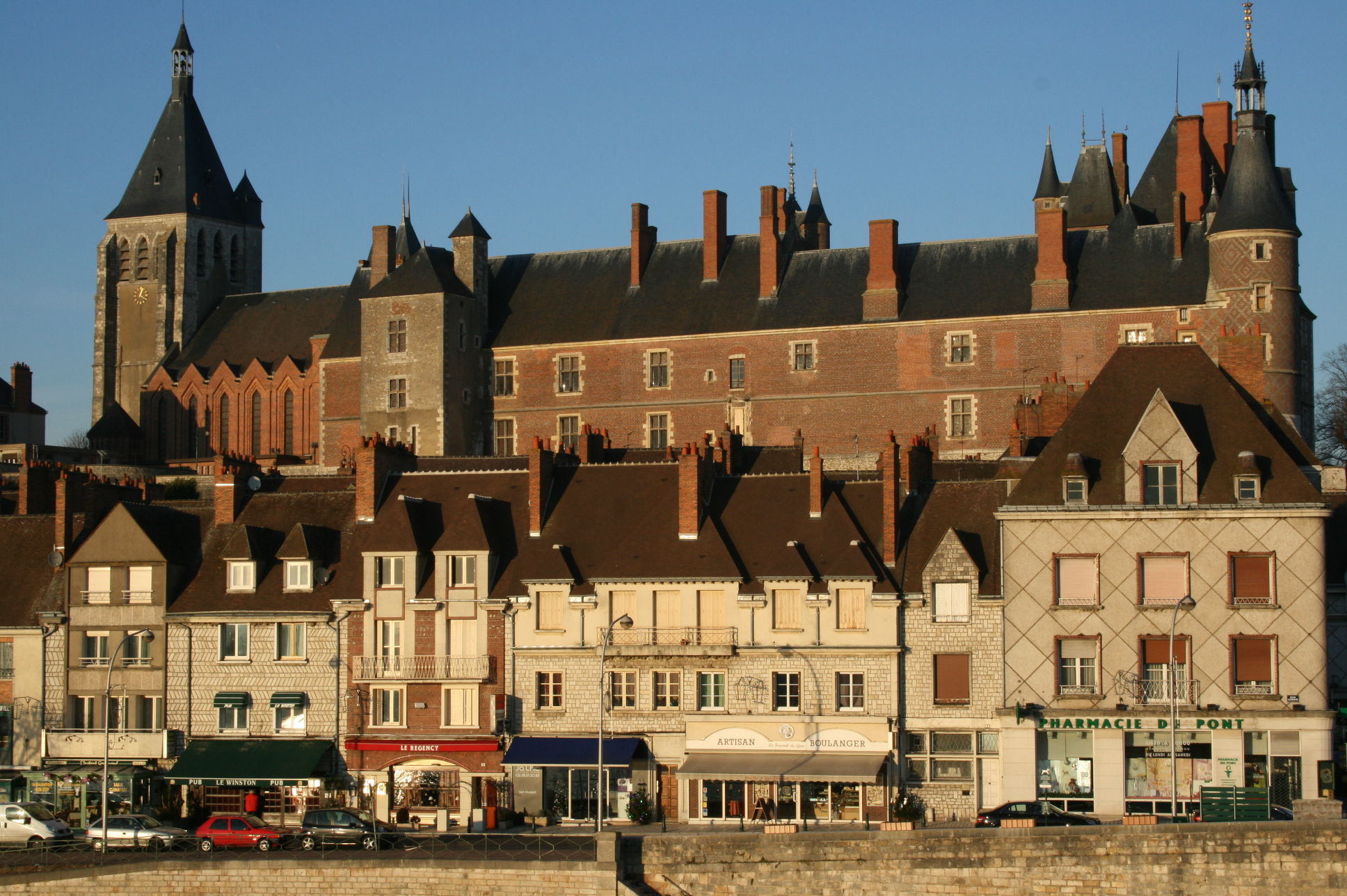
日安城堡

日安城堡（法語：Château de Gien）是一座法国城堡，位于法国中央-卢瓦尔河谷大区卢瓦雷省蒙塔日区的日安。

## 历史
日安城堡建于15世纪，主人是法兰西的安妮。 弗朗索瓦一世、亨利二世、凯瑟琳·德·美第奇、查理九世、奥地利的安妮和路易十四都曾到访。自1823年起，日安城堡属于法国政府。 二战期间，在1940年曾遭轰炸，战后修复。 此处设有狩猎博物馆。

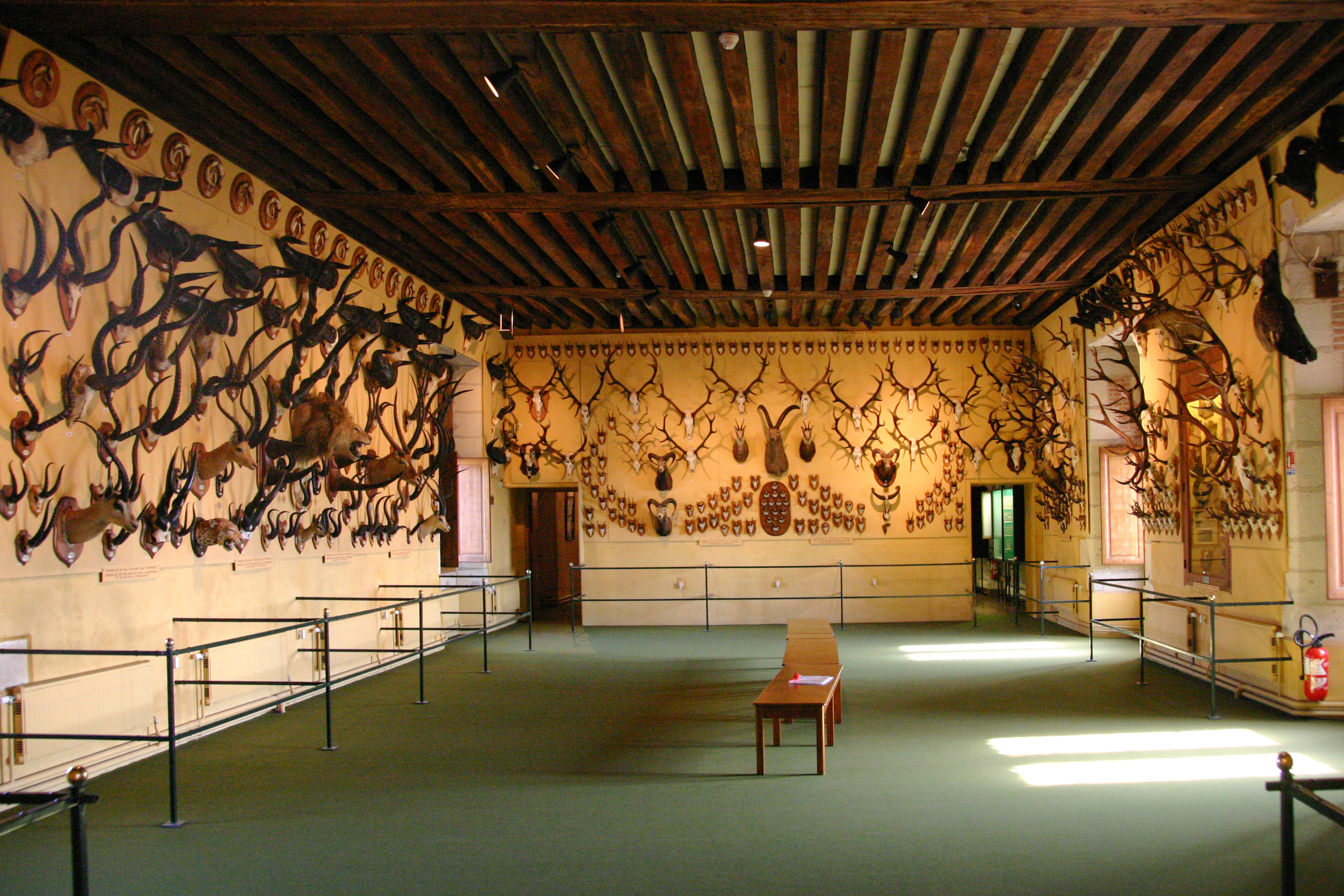
狩猎博物馆

1840年，日安城堡列为法国历史遗迹。